# Miss Me
 (mars 2018).
Si vous disposez d'ouvrages ou d'articles de référence ou si vous connaissez des sites web de qualité traitant du thème abordé ici, merci de compléter l'article en donnant les références utiles à sa vérifiabilité et en les liant à la section « Notes et références ».

Miss Me est une chanson du chanteur-compositeur suédois-congolais Mohombi, accompagnée par des chants de Nelly. 
Elle figure sur le premier album MoveMeant de Mohombi, publié le 28 octobre 2010 en téléchargement numérique au Royaume-Uni. Elle a culminé au no 66 sur le classement des Singles britannique.

## Clip vidéo
Un clip vidéo accompagnant la sortie de Miss Me a été diffusé sur YouTube le 1er février 2011 pour une durée totale de quatre minutes et seize secondes.

## Titres
| 1. | Miss Me (feat. Nelly)         | 3:21 |
| 2. | Miss Me (Future Freakz Remix) | 5:49 |
| 3. | Miss Me (Wizzy Wow Remix)     | 3:09 |
| 4. | Miss Me (Future Freakz Edit)  | 2:46 |

## Classement
| Classement (2010)                        | Meilleure place |
| ---------------------------------------- | --------------- |
| UK Singles (The Official Charts Company) | 66e             |

## Réalisation
| Région      | Date            | Format           | Label          |
| ----------- | --------------- | ---------------- | -------------- |
| Royaume-Uni | 28 octobre 2010 | Digital download | Island Records |